# Alexander Braun
Alexander Carl Heinrich Braun, född 10 maj 1805 i Regensburg, död 29 mars 1877 i Berlin, var en tysk botaniker.
Braun blev filosofie doktor i Tübingen 1829 och var därefter professor vid Polytechnikum i Karlsruhe från 1833. Han blev därefter professor i botanik först i Freiburg im Breisgau 1845, sedan i Giessen 1850 och slutligen (från 1851) i Berlin, där han tillika blev direktör för den botaniska trädgården. 
Sitt namn som botaniker förvärvade han genom sin Vergleichende Untersuchung über die Ordnung der Schuppen an den Tannenzapfen (1831 i Karolinska-leopoldinska akademiens Nova Acta, 15:e bandet), i vilken han utvecklade Karl Friedrich Schimpers och sina, länge gällande, åsikter om bladställningen hos växterna. Hans mest betydande verk är Betrachtungen über die Erscheinung der Verjüngung in der Natur, insbesondere in der Lebens- und Bildungsgeschichte der Pflanze (1850), vilket i hög grad främjade den botaniska morfologin. 
Även i sina senare skrifter behandlade Braun främst morfologin och de högre växternas historia, även en del kryptogamers (särskilt kärlkryptogamer, kransalger och encelliga alger). Hans strävan var att genom studium av talrika växtrikets arter, även urvärldens, närma sig det naturliga växtsystemet. Braun, var en av 1800-talets mest mångsidiga och betydande botaniker, invaldes som utländsk ledamot av svenska Vetenskapsakademien 1852.
Auktorsnamnet A.Braun kan användas för Alexander Braun i samband med ett vetenskapligt namn inom botaniken; se Wikipediaartiklar som länkar till auktorsnamnet.